# Centro de pruebas Fiat La Mandria

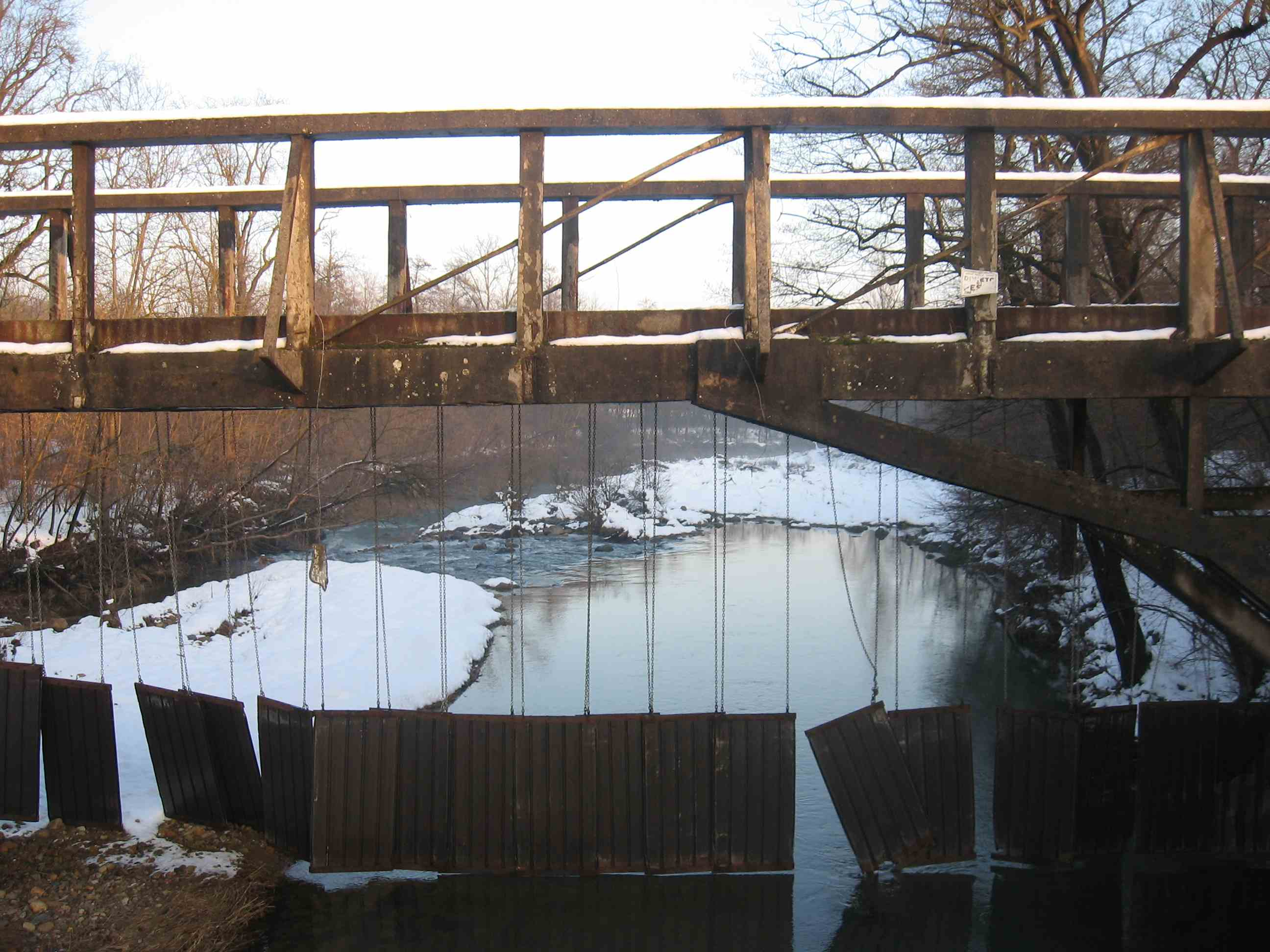
El Ceronda, a su entrada en el recinto cerrado del Parque de la Mandria

El Centro de pruebas Fiat La Mandria es una pista de pruebas usada por Fiat Auto desde 1968. Se sitúa en el municipio Venaria Reale, provincia de Turín, en el Piamonte, Italia, cercana a Fiat Mirafiori, la principal fábrica de Fiat en Turín. De casi 17 kilómetros de largo, las pistas se extienden por diferentes recorridos sobre una superficie de 158 hectáreas.

## Historia
La pista de pruebas se sitúa en el Parque Regional de la Mandria. El parque es una extensa área creada a principios del siglo XVI como coto de caza de la Corte de Saboya y lugar de recreo para el rey y su corte. Gracias al interés de Carlo Emanuele II y la labor de Castellamonte se erigió un suntuoso palacio a mediados del siglo XVII, que más tarde se convertiría en el complejo del castillo de Venaria.
Hacia el final del siglo XIX, la propiedad fue transferida al marqués de Medici del Vascello. Ya en 1946 se obligó a comenzar a parcelar el terreno. Y es en 1958 cuando una franja importante de tierra fue transferida a Fiat, que lo transformó en el circuito de pruebas de automóviles a escasos 10 km de sus plantas de Turín. Al encontrarse en una zona de amplios bosques, en el interior del recinto privado del ahora parque de la Mandria, la pista es usada principalmente para realizar con privacidad pruebas de prototipos y automóviles de serie.
En 1976 la Administración Regional de Piamonte compra 1345 hectáreas del complejo. En agosto de 1978 se aprueba una ley regional estableciendo el Parque Regional de La Mandria. El objetivo es salvaguardar el medio ambiente y los sitios históricos del castillo de la Venaria y los espacios de interés anexos, desde el Castillo de La Mandria al antiguo coto de caza real, así como las propiedades individuales, inmuebles y muebles que la componían ya que eran de interés histórico, cultural y ambiental importante. En 1995 otras 500 hectáreas más de la propiedad fueron añadidas al parque.
Debido al interés de las administraciones locales y regionales por recuperar el parque a su estado original, se estima que la pista de la Mandria cesará su uso en el año 2010.